# Vetenskapsåret 1823

## Händelser
- Heinrich Wilhelm Olbers beskriver Olbers paradox.
- William Sturgeon uppfinner elektromagneten.

### Paleontologi
- Januari - I Paviland-grottan Gowerhalvön i Wales upptäcker William Buckland "Red Lady of Paviland", den första identifieringen av en förhistorisk (manlig) begravning. Benen upptäcks sida vid sida med en mammut, vilket visar att de två existerat samtidigt.[1]

## Pristagare
- Copleymedaljen: John Pond, brittisk astronom.

## Födda
- 8 januari - Alfred Russel Wallace (död 1913), brittisk biolog.
- 3 februari - Spencer Fullerton Baird (död 1887), amerikansk ornitolog och ichtyolog
- 16 april - Ferdinand Eisenstein (död 1852), tysk matematiker.
- 7 december - Leopold Kronecker (död 1891), tysk matematiker.

## Avlidna
- 26 januari - Edward Jenner (född 1749), brittisk läkare och uppfinnare av smittkoppsvaccinet.

### Fotnoter
1. ↑  Aldhouse-Green, Stephen (27 mars 2001). ”Arkiverade kopian”. British Archaeology (61). Arkiverad från originalet den 28 februari 2006. https://web.archive.org/web/20060228141222/http://www.britarch.ac.uk/ba/ba61/feat3.shtml. Läst 16 juli 2010.